# مدينة ذات الأهمية الفيدرالية
مدينة ذات الأهمية الفيدرالية هي التقسيم الإداري لكيان فيدرالي روسي الذي يتساوى في المكانة مع المقاطعة ولكنه منظم حول مدينة كبيرة؛ أحيانا مع المناطق الريفية المحيطة بها.

## وصف
وفقًا لدستور روسيا لعام 1993، فإن الهيكل الإداري الإقليمي للكيانات الفيدرالية لم يتم تحديده على أنه مسؤولية الحكومة الفيدرالية أو المسؤولية المشتركة للحكومة الفيدرالية والكيانات الفيدرالية. يتم تفسير هذه الحالة من الناحية التقليدية من قبل حكومات الكيانات الفيدرالية كإشارة إلى أن مسائل التقسيمات الإدارية الإقليمية هي المسؤولية الوحيدة للكيانات الفيدرالية أنفسها. نتيجة لذلك، تختلف الهياكل الإدارية الإقليمية الحديثة للكيانات الفيدرالية اختلافًا كبيرًا من كيان فدرالي إلى آخر؛ يتضمن الطريقة التي يتم بها تنظيم المدن ذات الأهمية الفيدرالية واختيار مصطلح للإشارة إلى هذه الكيانات. في الكيانات الفيدرالية التي أغلقت تشكيلات إدارية إقليمية، غالبًا ما يتم منح هذه الكيانات وضعًا مشابهًا. في بعض الأحيان، يتم منح هذا الوضع أيضًا للمناطق التي يتم تنظيمها حول المناطق المأهولة والتي هي ليست مدنًا، بل بلدات من النمط المدني أصغر حجمًا.